# Myxaster sol
Myxaster sol is een zeester uit de familie Myxasteridae.
De wetenschappelijke naam van de soort werd in 1885 gepubliceerd door Edmond Perrier.